# Herb Nowego Wiśnicza
Herb Nowego Wiśnicza – jeden z symboli miasta Nowy Wiśnicz i gminy Nowy Wiśnicz w postaci herbu.

## Wygląd i symbolika
Herb przedstawia w polu czerwonym srebrną krzywaśń.
Herb nawiązuje do herbu szlacheckiego Szreniawa rodu Lubomirskich, założycieli miasta w 1616 r. (Stanisław Lubomirski).

## Historia
Pierwotnie herb miasta nawiązywał do patrona założyciela miasta i przedstawiał scenę wskrzeszenia Piotrowina przez św. Stanisława.
Krzywaśń była w użyciu od połowy XIX w do 1934 r. i ponownie po przywróceniu praw miejskich w 1994 r.